# Augustyn Józef Czartoryski
Augustyn Józef Czartoryski, principe di Czartoryski (Varsavia, 20 ottobre 1907 – Siviglia, 1º luglio 1946), è stato un principe polacco.

## Biografia

### Infanzia

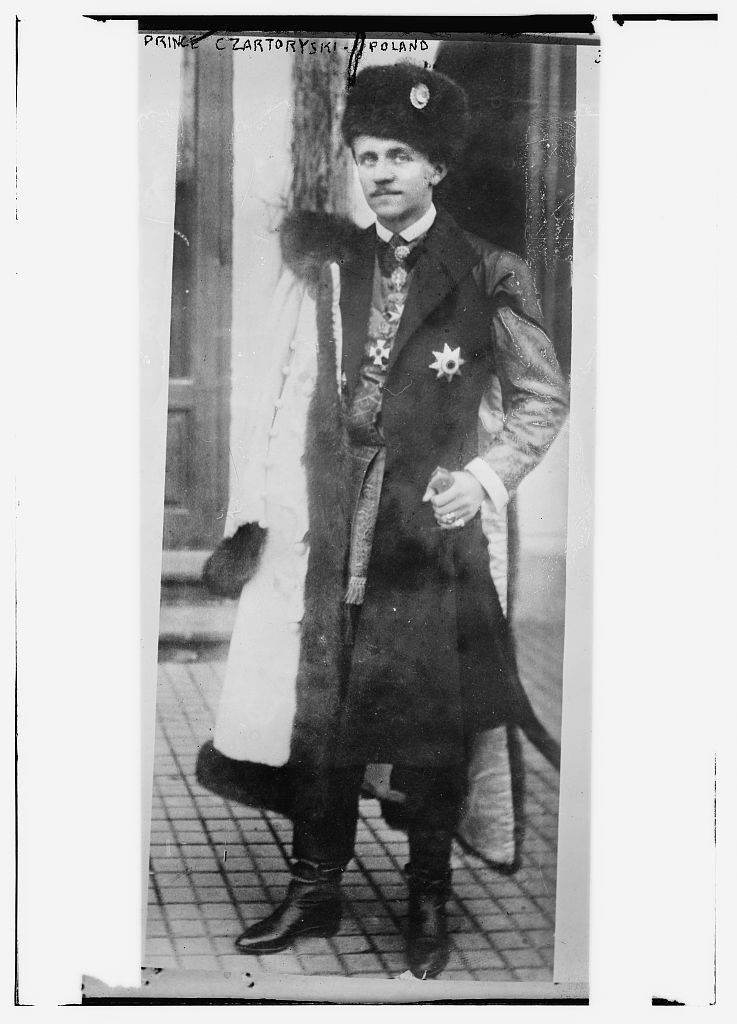
Adam Ludwik Czartoryski nel 1915 circa

Era il figlio del principe Adam Ludwik Czartoryski (un figlio della principessa Margherita Adelaide d'Orléans) e della contessa Maria Ludwika Krasińska. Augustyn prese il comando del Museo Czartoryski e delle proprietà di famiglia a Sieniawa.

### Matrimonio

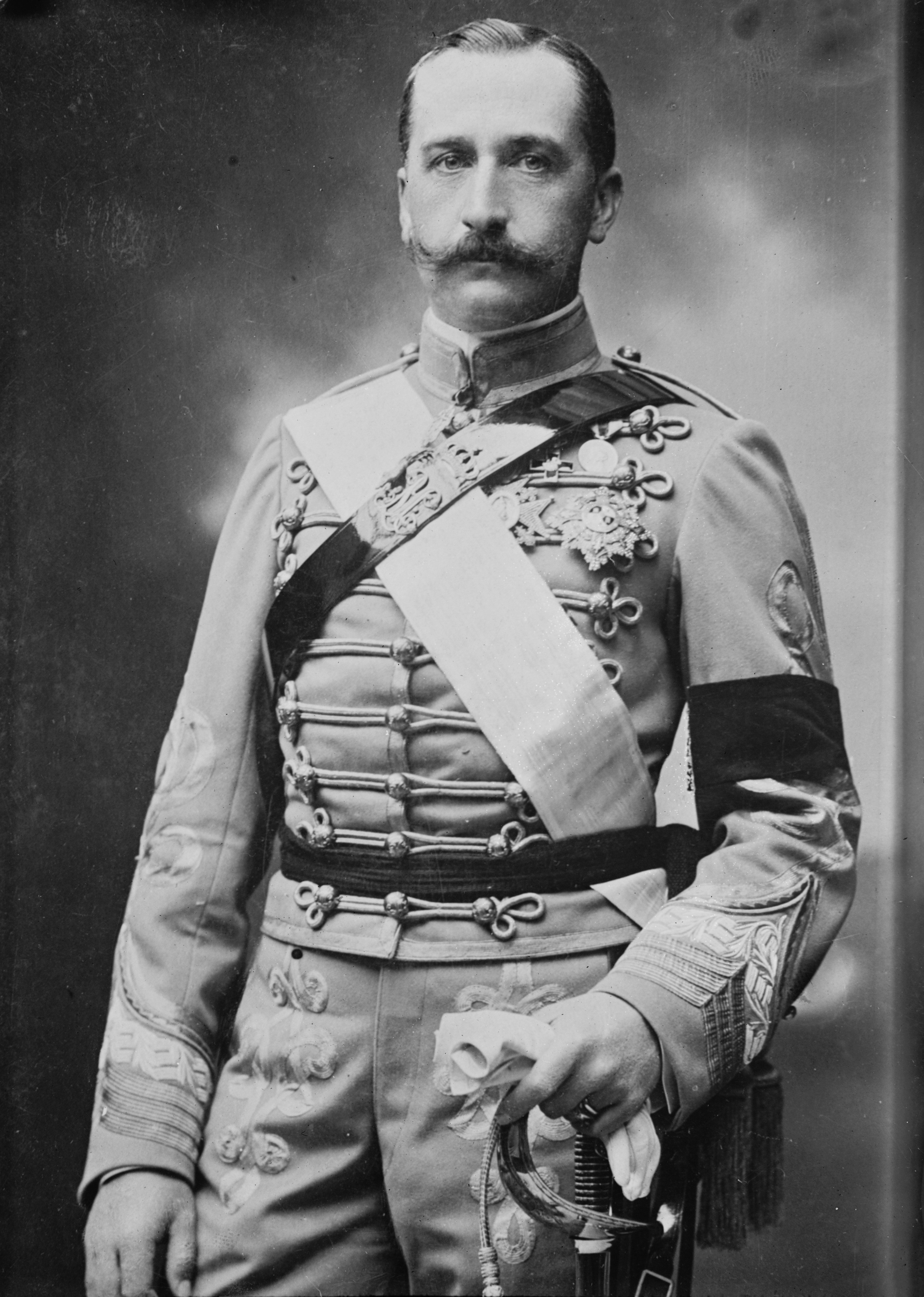
Don Carlo Tancredi di Borbone-Due Sicilie

Il 12 agosto 1937, sposò la principessa Maria de los Dolores di Borbone, figlia di Don Carlo Tancredi di Borbone-Due Sicilie e della principessa Luisa d'Orléans.

### Seconda Guerra Mondiale
Poco prima della scoppio della Seconda Guerra Mondiale, Augustyn Józef decide di nascondere alcuni dei pezzi delle collezioni del Museo Czartoryski, al fine di evitarne i saccheggi. Vennero trasportate 16 scatole di manufatti nel suo palazzo a Sieniawa mentre il resto della collezione si trovava nel seminterrato del museo. A causa dei bombardamenti effettuati in settembre a Cracovia il principe e la moglie presero la decisione di lasciare la città e trasferire le restanti opere d'arte a Sieniawa. Purtroppo, 18 settembre 1939, i soldati tedeschi scoprirono delle casse e raccolsero li oggetti che poterono trasportare. Dopo la partenza da Sieniawa dei tedeschi, il principe trasferì il resto delle collezioni nella residenza estiva del cugino a Pełkinie, salvandole dalle truppe sovietiche. La Gestapo riuscì a trovare le collezioni e portarono via le opere più importanti.
Poco dopo, Augustyn Jósef e sua moglie furono arrestati dalla Gestapo. Vennero rilasciati alla fine del 1939 grazie all'intervento dei parenti legati alla Casa Reale di Spagna e d'Italia. Hanno trovato rifugio a Siviglia, dove sono nati i loro due bambini.
Dopo la seconda guerra mondiale, le proprietà della famiglia Czartoryski furono nazionalizzate dal governo polacco e la famiglia scelse di non tornare a Cracovia, per timore dell'occupazione sovietica.

### Morte
Nel 1946 il principe Augustyn morì e fu sepolto nella cripta della Chiesa dei Salesiani a Siviglia.

## Discendenza
Augustyn e Maria de los Dolores di Borbone ebbero due figli:
- principe Adam Czartoryski Karol (2 gennaio 1940);
- principe Piotr Ludwik Czartoryski (13 marzo 1945 - 3 maggio 1946).

## Ascendenza
|                                 |                      |                                         | Genitori                                  |  |  | Nonni |  |  | Bisnonni                  |  |  | Trisnonni                      |  |
|                                 |                      |                                         |                                           |  |  |       |  |  | 8. Adam Jerzy Czartoryski |  |  | 16. Adam Kazimierz Czartoryski |  |
|                                 |                      |                                         |                                           |  |  |       |  |  | 8. Adam Jerzy Czartoryski |  |  | 16. Adam Kazimierz Czartoryski |  |
|                                 |                      | 17. Izabela Fleming                     |                                           |  |  |       |  |  | 8. Adam Jerzy Czartoryski |  |  |                                |  |
| 4. Władysław Czartoryski        |                      |                                         |                                           |  |  |       |  |  | 8. Adam Jerzy Czartoryski |  |  |                                |  |
|                                 |                      | 9. Anna Zofia Sapieha                   | 18. Aleksander Antoni Sapieha             |  |  |       |  |  |                           |  |  |                                |  |
|                                 |                      | 9. Anna Zofia Sapieha                   | 18. Aleksander Antoni Sapieha             |  |  |       |  |  |                           |  |  |                                |  |
|                                 |                      | 9. Anna Zofia Sapieha                   | 19. Anna Jadwiga Sapieżyna                |  |  |       |  |  |                           |  |  |                                |  |
| 2. Adam Ludwik Czartoryski      |                      | 9. Anna Zofia Sapieha                   |                                           |  |  |       |  |  |                           |  |  |                                |  |
|                                 |                      | 10. Luigi d'Orléans                     | 20. Luigi Filippo di Francia              |  |  |       |  |  |                           |  |  |                                |  |
|                                 |                      | 10. Luigi d'Orléans                     | 20. Luigi Filippo di Francia              |  |  |       |  |  |                           |  |  |                                |  |
|                                 |                      | 10. Luigi d'Orléans                     | 21. Maria Amalia di Borbone-Due Sicilie   |  |  |       |  |  |                           |  |  |                                |  |
| 5. Margherita d'Orléans         |                      | 10. Luigi d'Orléans                     |                                           |  |  |       |  |  |                           |  |  |                                |  |
|                                 |                      | 11. Vittoria di Sassonia-Coburgo-Koháry | 22. Ferdinando di Sassonia-Coburgo-Koháry |  |  |       |  |  |                           |  |  |                                |  |
|                                 |                      | 11. Vittoria di Sassonia-Coburgo-Koháry | 22. Ferdinando di Sassonia-Coburgo-Koháry |  |  |       |  |  |                           |  |  |                                |  |
|                                 |                      | 11. Vittoria di Sassonia-Coburgo-Koháry | 23. Maria Antonia di Koháry               |  |  |       |  |  |                           |  |  |                                |  |
| 1. Augustyn Józef Czartoryski   |                      | 11. Vittoria di Sassonia-Coburgo-Koháry |                                           |  |  |       |  |  |                           |  |  |                                |  |
|                                 | 12. August Krasiński | 24. Józef Krasiński                     |                                           |  |  |       |  |  |                           |  |  |                                |  |
|                                 | 12. August Krasiński | 24. Józef Krasiński                     |                                           |  |  |       |  |  |                           |  |  |                                |  |
|                                 | 12. August Krasiński | 25. Katarzyna Sztermer Krasińska        |                                           |  |  |       |  |  |                           |  |  |                                |  |
| 6. Ludwik Józef Krasiński       | 12. August Krasiński |                                         |                                           |  |  |       |  |  |                           |  |  |                                |  |
|                                 |                      | 13. Joanna Krasińska                    | 26. Adam Krasiński                        |  |  |       |  |  |                           |  |  |                                |  |
|                                 |                      | 13. Joanna Krasińska                    | 26. Adam Krasiński                        |  |  |       |  |  |                           |  |  |                                |  |
|                                 |                      | 13. Joanna Krasińska                    | 27. Katarzyna Burska Krasińska            |  |  |       |  |  |                           |  |  |                                |  |
| 3. Maria Ludwika Krasińska      |                      | 13. Joanna Krasińska                    |                                           |  |  |       |  |  |                           |  |  |                                |  |
|                                 |                      | 14. Jan Kazimierz Zawisza-Kierżgajło    | 28. Tadeusz Zawisza-Kierżgajło            |  |  |       |  |  |                           |  |  |                                |  |
|                                 |                      | 14. Jan Kazimierz Zawisza-Kierżgajło    | 28. Tadeusz Zawisza-Kierżgajło            |  |  |       |  |  |                           |  |  |                                |  |
|                                 |                      | 14. Jan Kazimierz Zawisza-Kierżgajło    | 29. Waleria Zawisza-Kierżgajło            |  |  |       |  |  |                           |  |  |                                |  |
| 7. Maria Magdalena Radziwiłłowa |                      | 14. Jan Kazimierz Zawisza-Kierżgajło    |                                           |  |  |       |  |  |                           |  |  |                                |  |
|                                 |                      | 15. Maria Kwilecka                      | 30. Józef Ignacy Walenty Kwilecki         |  |  |       |  |  |                           |  |  |                                |  |
|                                 |                      | 15. Maria Kwilecka                      | 30. Józef Ignacy Walenty Kwilecki         |  |  |       |  |  |                           |  |  |                                |  |
|                                 |                      | 15. Maria Kwilecka                      | 31. Aleksandra Sobolewska                 |  |  |       |  |  |                           |  |  |                                |  |
|                                 |                      | 15. Maria Kwilecka                      |                                           |  |  |       |  |  |                           |  |  |                                |  |